# 김영희 (1948년)
김영희(金榮姬, 1948년 11월 18일 ~ )은 대한민국의 전직 제주도의원이다.

## 학력
- 제주상업고등학교 졸업
- 제주교육대학 전문학사 졸업
- 제주대학교 행정학과 학사 졸업
- 한국방송통신대학교 대학원 행정학과 행정학 석사 수료

## 경력
- 제주시 물가 대책위원
- 제주시 여성 단체협의회 이사
- 소비자보호원 소비자분쟁조정위원
- 제주발전연구원 이사장
- 탐라대학교 객원교수
- 제주대학교 특임강사
- 2000.11 ~ 2001.01 자유민주연합 지방자치행정위원
- 2002.07 ~ 2006.05 제7대 제주도의회 의원
- 제7대 제주도의회 예산결산특별위원회 위원장
- 2002 한나라당 지방자치행정위원
- 2009 한나라당 상임행정자치위원
- 2015.11 ~ 제9대 제주시 자원봉사센터장

## 역대 선거 결과
|  | 47.50% |

|  | 37.48% |